# Calciumtitanat
Calciumtitanat ist eine anorganische chemische Verbindung des Calciums aus der Gruppe der Titanate.

## Vorkommen
Calciumtitanat kommt natürlich in Form des Minerals Perowskit vor.

## Gewinnung und Darstellung
Calciumtitanat kann durch Reaktion von Calciumoxid mit Titan(IV)-oxid bei 1350 °C gewonnen werden.
{\displaystyle {\ce {CaO + TiO2 -> CaTiO3}}}

## Eigenschaften
Calciumtitanat ist ein Feststoff. Er kristallisiert monoklin-pseudokubisch.

## Verwendung
Calciumtitanat wird als Dielektrikum in Keramikkondensatoren (auch als Mischkeramik mit Bariumtitanat) und als Beschichtungsmaterial für Implantate verwendet.